# Albrecht Heinrich Carl Conradi
Albrecht Heinrich Carl Conradi, auch Counradi oder Counrady (* 1698 oder 1699; † 4. Juli 1774 in Braunschweig) war ein deutscher Bauverwalter und Kartograf.

## Leben

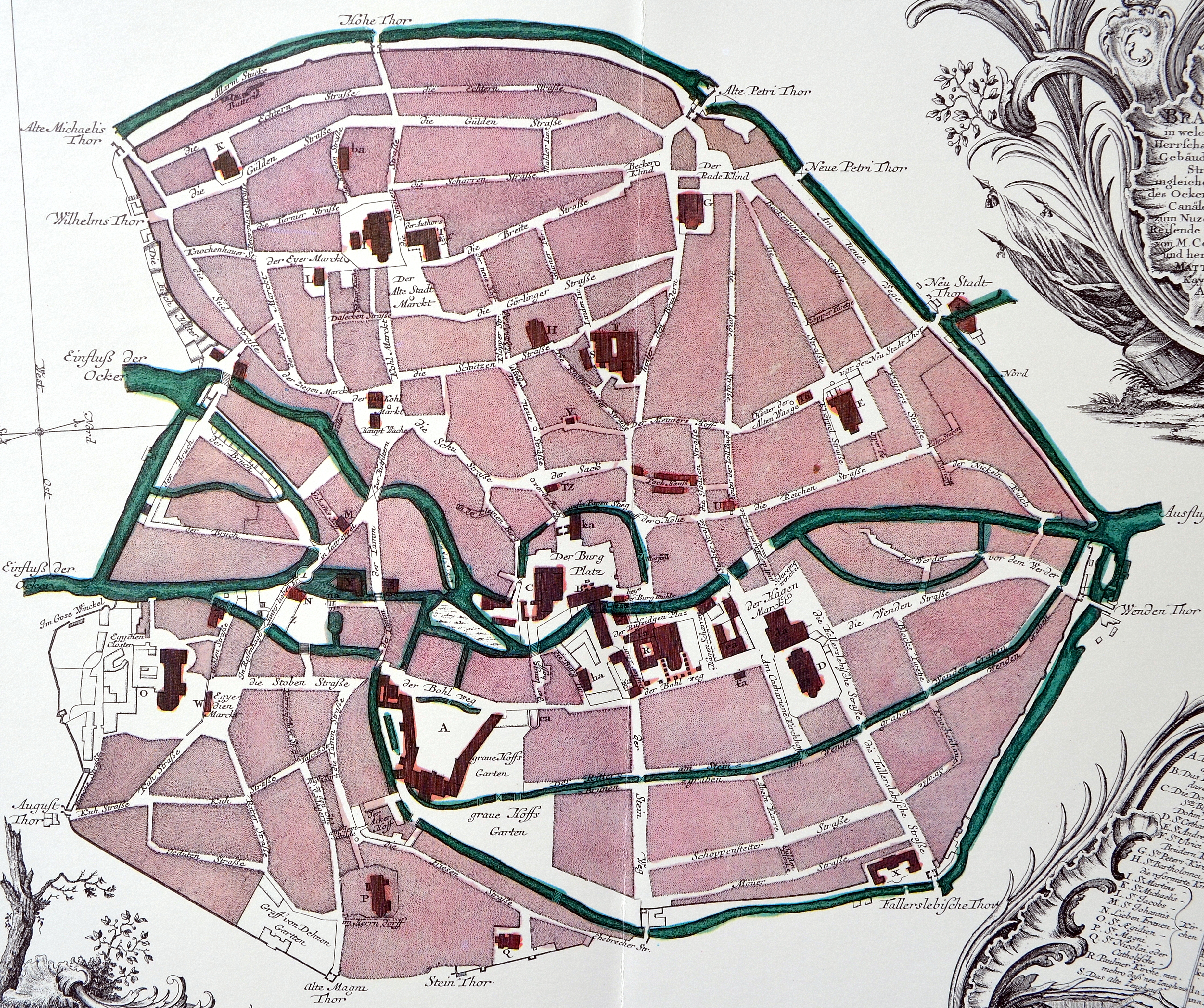
„Plan der Stadt Braunschweig“ (entstanden um 1755). Gut sichtbar: die die Stadt durch- und umfließende Oker.

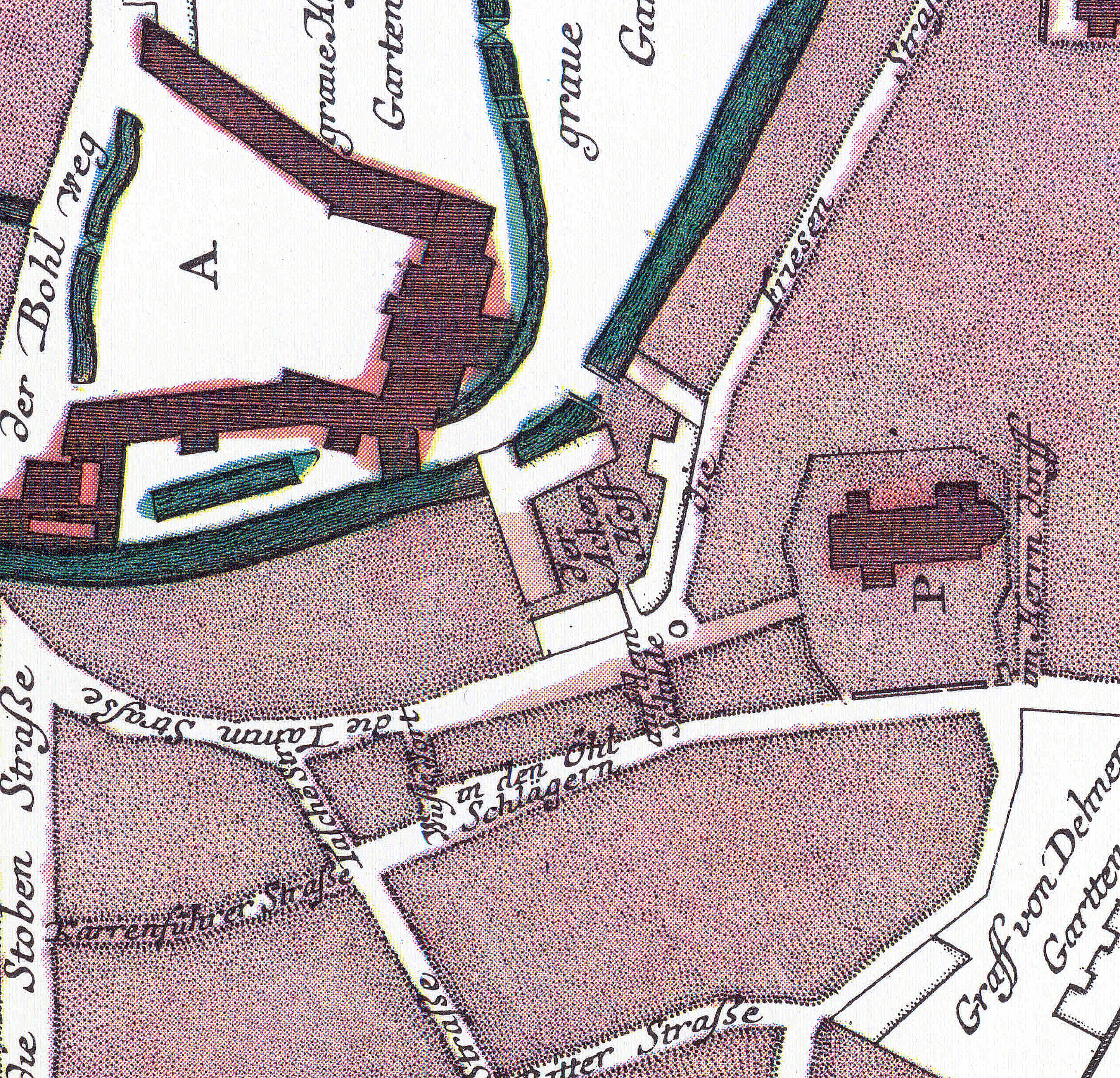
Ausschnitt aus dem Stadtplan von um 1755. Zu sehen sind u. a.: Das erste Braunschweiger Schloss („A“) am Bohlweg und die Magnikirche („P“), sowie die Straßen „in den Öhl-Schlägern“ und „Friesen Straße“ sowie der heutige „Ackerhof“, der damals noch „auf dem Schilde“ hieß.

Vierzig Jahre lang, von 1733 bis 1773, war Conradi als Bauverwalter in Braunschweig tätig. In dieser Zeit arbeitete er unter den bekannten Barock-Baumeistern Hermann Korb, Martin Peltier de Belfort, Georg Christoph Sturm und Carl Christoph Wilhelm Fleischer. Von 1747 bis 1749 war Conradi als Lehrer für Zivil- und Militärbaukunst am zwei Jahre zuvor gegründeten Collegium Carolinum, der Vorläuferinstitution der Technischen Universität Braunschweig, tätig.
1744 schuf Conradi einen Umgebungsplan der Stadt Braunschweig mit den Heerstraßen bis zur Braunschweiger Landwehr. Um 1755 erstellte er den ersten in großer Auflage herausgebrachten Stadtplan Braunschweigs.
Conradis bauliche Gestaltung war traditionell und zurückhaltend. Von ihm gestaltete Gebäude in Braunschweig, so beispielsweise das Doppelhaus Eiermarkt 3/4 oder der anstelle des 1739 abgerissenen Sackrathauses zwischen 1754 und 1757 errichtete palaisartige Sack-Keller sind heute nicht mehr erhalten.